# Merguez
Un 'merguez, de l'àrab مرقاز que significa salsitxa, és una salsitxa típica de la cuina del Magrib. Aquesta salsitxa es fa amb carn de xai o de bou i el seu principal condiment és el pebre vermell, que li dona el seu color característic. Pot recordar una xistorra tret que, a més que la carn no conté porc (per motius religiosos), el seu gust és força més suau.
Per condimentar el merguez, a més del pebre vermell, es poden fer servir el sumac i la harissa. Al Magrib es menja típicament rostida o a la brasa, amb algun acompanyament de verdures, amanida, etc. o en entrepans. A França i Bèlgica, on han arribat per via de la immigració, les solen afegir al cuscús, amb la mateixa lògica local d'afegir xoriço a les paelles. Al Magreb també es pot deixar assecar al sol, i en aquest cas es pot utilitzar per a alguns plats cuits en tagines, una cassola de fang amb tapa, també de fang, de forma cònica, molt vistosa.